# Gouvernorat de Dhamar
Le gouvernorat de Dhamar (en arabe : محافظة ذَمَار) est une subdivision administrative de l'ouest du Yémen. Sa capitale est Dhamar. Au recensement de 2004 (ar), il comptait 1 329 229 habitants, principalement (86 %) dans les zones rurales.

## Districts

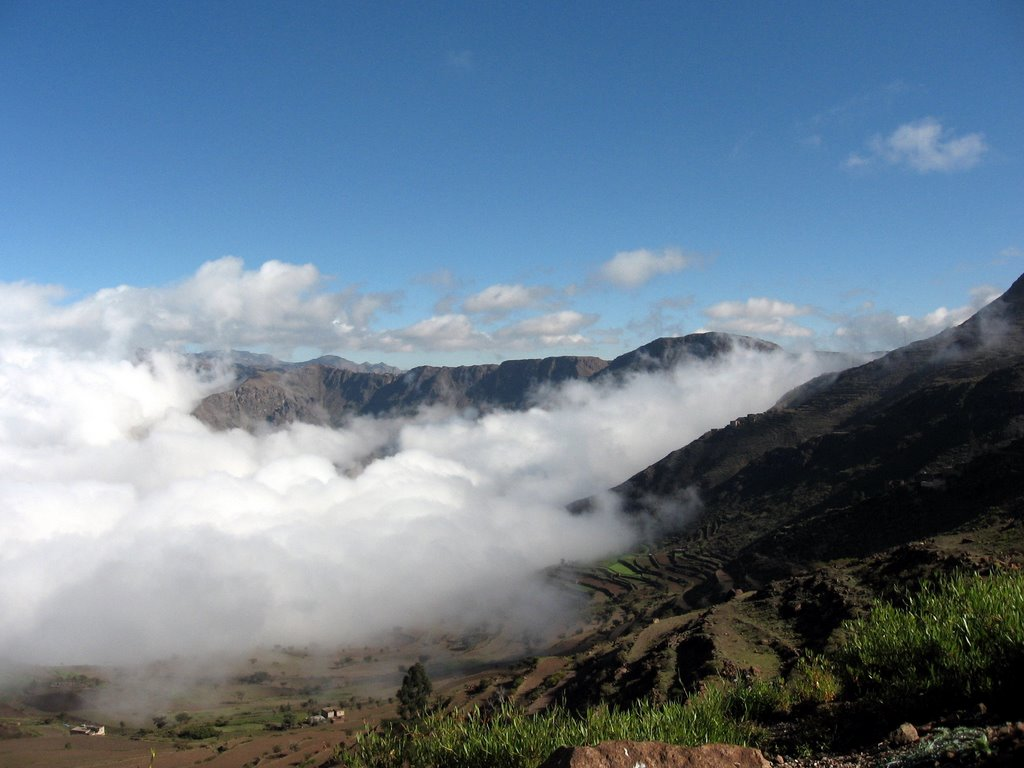
Baynun dans le district d'Al-Hada du gouvernorat de Dhamar

- Al Hada District
- Al Manar District
- Anss District
- Dawran Aness District
- Dhamar City District
- Jabal Ash sharq District
- Jahran District
- Maghirib Ans District
- Mayfa'at Anss District
- Utmah District
- Wusab Al Ali District
- Wusab As Safil District

## Faune
Le gouvernorat possède une espèce de scorpion endémique, Buthus yemenensis.